# 2583 Фатьянов
2583 Фатьянов  (2583 Fatyanov) — астероїд головного поясу, відкритий 3 грудня 1975 року.
Тіссеранів параметр щодо Юпітера — 3,587.